# Koussa
Koussa (en russe : Куса) est une ville de l'oblast de Tcheliabinsk, en Russie, et le centre administratif du raïon de Koussa. Sa population s'élevait à 18 278 habitants en 2013.

## Géographie
Koussa est située sur les rivières Koussa et Aï, à 180 km à l'ouest de Tcheliabinsk et à 33 km de Zlatooust.

## Histoire

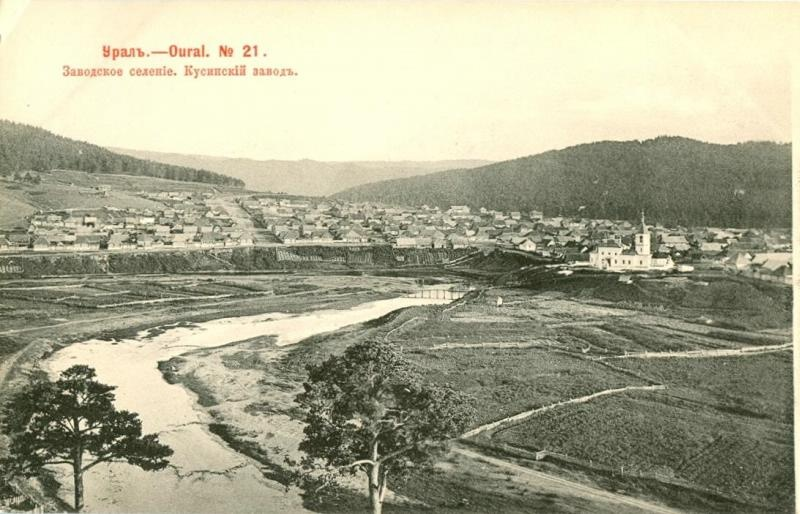
Village de l'usine. Usine de Koussa, carte postale de 1903.

Koussa est née en 1778 à côté de l'usine sidérurgique Koussinski Zavod (usine de Koussa). Elle accéda au statut de commune urbaine en 1928 puis à celui de ville le 18 janvier 1943.
C'est en 1778, qu'à la confluence de la rivière Koussa et de la rivière Aï, est ouverte la fonderie de Koussa (fonte et fer), en plein développement de l'industrie minière dans le sud de l'Oural. Les premiers produits de l'usine sont des métaux, des outils les plus simples, des accessoires pour l'agriculture et de construction d'usines (agrafes, crochets, boulons, cerceaux, haches, patins et autres ustensiles). Une cinquantaine de paysans serfs sont amenés de Zlatooust. Ils commencent alors sous la direction d'artisans, à construire un village et un barrage en bois sur la rivière Koussa. Cette année est considérée comme celle de la fondation de la ville. Au cours du XIXe siècle, l'usine produit de la fonte, des munitions, des ustensiles à parois minces en fonte, des accessoires pour poêles domestiques, etc. Le procédé de coulage de l'usine est récompensé par des prix lors des expositions internationales de Copenhague, Chicago, Stockholm (médaille d'argent en 1897), Paris, Glasgow, Liège, Milan (médaille d'or en 1906) et Saint-Pétersbourg. Les ouvriers de l'usine de Koussa ne rivalisent pas avec ceux de Kasli, ayant abandonné (ils n'ont pas survécu aux changements démocratiques de la société) pour se lancer dans la fonte d'art du fer. Il y a un musée de la fonte de fer à Koussa.
La ville devient le centre administratif du raïon, le 17 février 1940. En 1942, l'usine de pierres techniques précises de Léningrad est évacuée à Koussa.
Dans les années 1970, l'atelier Kristall, dont les produits sont des brillants, devient l'un des symboles des armoiries de la ville.
À la fin des années 1990, la production de peintures à partir d'éclats de pierre et de souvenirs en pierre, principalement en serpentine, se généralise à Koussa. En l'espace d'une quinzaine d'années, cela permet à de nombreuses familles de traverser cette période difficile.

## Population
Recensements (*) ou estimations de la population
| 1931   | 1939*  | 1959*  | 1970*  | 1979*  |
| ------ | ------ | ------ | ------ | ------ |
| 13 300 | 13 829 | 21 753 | 21 155 | 21 926 |

| 1989*  | 2002*  | 2010*  | 2012   | 2013   |
| ------ | ------ | ------ | ------ | ------ |
| 22 606 | 20 316 | 18 792 | 18 559 | 18 278 |

| 2014   | 2015   | 2016   | 2017   | 2018   |
| ------ | ------ | ------ | ------ | ------ |
| 17 941 | 17 758 | 17 521 | 17 368 | 17 136 |

| 2019   | 2020   | 2021   | - | - |
| ------ | ------ | ------ | - | - |
| 16 913 | 16 722 | 17 136 | - | - |

Composition ethnique: Russes (86,9 %), Bachkirs (7,7 %), Tatars (3,8 %).

## Économie
- Usine de fonderie et de constructions mécaniques de Koussa ;
- Tchelprom Diamond ;
- Metaglomerat ;
- Ouralstroïchtcheben ;
- Carrière de marbre Medvedev ;
- Usine de spiritueux de Petropavlovsk ;
- Brasserie privée Zolotaïa Koussa ;
- Pribor ;
- Tchaskomplekt ;
- Impulse;
- Usine de matériel de menuiserie Pilteh ;
- K-IouFE ;
- Kamennaïa rospis ;
- ATP de Koussa ;
- Tchermetivest ;
- Compagnie de chaussures de Koussa ;
- Production de produits semi-finis à base de viande « Vkousaedoff ».

## Culture
- Musée régional municipal ;
- Palais de la culture des constructeurs mécaniques ;
- Bibliothèque centrale municipale ;
- Centre de loisir « Evrasia ».

## Lieux à voir
- Monument « Gloire aux héros de 1941-1945 », dans l'allée centrale de l'usine de fonte.
- Statue de Lénine sur la place centrale (délabrée).
- Roche Argus.
- Pont de fer sur la rivière Aï.